# Alicja Irena Breymeyer
Alicja Irena Breymeyer (ur. 20 października 1932 w Siedlcach, zm. 31 stycznia 2015) – polska ekolog, przewodnicząca Polskiego Komitetu Narodowego UNESCO-MAB przy Prezydium Polskiej Akademii Nauk, prof. dr hab.
Zawodowo była związana z Instytutem Geografii i Przestrzennego Zagospodarowania Polskiej Akademii Nauk, gdzie w 1987 uzyskała tytuł profesora i kierowała Zakładem Geoekologii. Koordynowała realizację międzynarodowych projektów badawczych, a także przewodniczyła Komitetowi Narodowemu UNESCO-MAB angażując się w prace związane z tworzeniem rezerwatów biosfery.
Jej dorobek stanowią prace dotyczące ekologii, ochrony ekosystemów lądowych, geografii a także węgla organicznego w przyrodzie i dekompozycji materii organicznej i monitoringu ekologicznego.